# Les Meilleurs Amis (album)
Albums de Aldebert
J'ai 10 ans Enfantillages 2
Les Meilleurs Amis est le huitième album d'Aldebert, sorti le 28 octobre 2011.

## Liste des pistes
1. Les coups de pieds à la lune (3 : 28)
2. Les petites amourettes (2 : 36)
3. Sur ton berceau (3 : 36)
4. Le temps qui reste (3 : 59)
5. Trop belle pour moi (2 : 35)
6. Les amis (3 : 17)
7. À peu près tout (2 : 54)
8. Raisonnables (3 : 01)
9. Mon homonyme (3 : 53) en duo avec Simon Mimoun
10. Inséparables (3 : 15)
11. Un dernier foot sous Chirac (3 : 00)
12. GPS (2 : 54)
13. Ma vie à l'envers (4 : 04)